# 유럽 고속도로 611호선
유럽 고속도로 611호선(European route E611)은 프랑스의 리옹에서 출발하여 퐁다인까지 이어주는 총 연장이 58 km인 유럽 고속도로 노선망으로, 해당 도로는 B클래스급 간선도로이다.

## 주요 경유지
- 프랑스
  - 리옹 : E15, E70, E711
  - 퐁다인(프랑스어판, 영어판)